# Rapidez
Na cinemática, rapidez média, celeridade ou velocidade escalar média  é uma grandeza escalar associada ao movimento definido como a razão entre o espaço percorrido (distância) e o tempo gasto para percorrê-lo.
Ou seja: {\displaystyle {\boldsymbol {v}}_{m}=d/\Delta t}
onde {\displaystyle {\boldsymbol {v}}_{m}} é a velocidade escalar média, {\displaystyle d} o espaço percorrido e {\displaystyle \Delta t} o tempo necessário para percorrer esse espaço.
Não confundir com velocidade, que é uma grandeza vetorial.
Imaginemos um carro percorrendo uma estrada reta e sem declives. Mantendo-se um velocidade constante de 100 km/h o carro passa diante de um posto de gasolina, e a 3 mil metros adiante, ele passa por outro posto. Tomemos o espaço entre os postos de gasolina como referência.
Neste exemplo, temos dois valores; a distância entre um posto e outro e a velocidade do carro. Com isso, podemos, a partir da fórmula saber o tempo que o carro levou para percorrer o espaço entre os dois postos de gasolina. Vejamos:
{\displaystyle \Delta t=d/{\boldsymbol {v}}_{m}}; {\displaystyle \Delta t} = 3 km / 100 km/h = 0,03h
Nesse exemplo, partimos do princípio que o carro mantém sua velocidade instantânea inalterável, ou seja, durante o percurso, ele não aumentou ou diminuiu a velocidade. Com isso, a velocidade escalar média mantém-se igual à velocidade instantânea, que é a velocidade medida num determinado ponto dentro do percurso.
Se por acaso, o condutor do veículo altera essa velocidade, a {\displaystyle {\boldsymbol {v}}_{m}} e a {\displaystyle {\boldsymbol {v}}} deixam de ser iguais.

## Movimentos com velocidade escalar variável
Os movimentos são denominados como movimentos uniformes, quando possuem velocidade escalar constante, e movimento variado quando a velocidade varia com o tempo.
Os movimentos com velocidade escalar variável são os mais frequentes. Exemplos como, uma pessoa andando, uma carro em movimento etc, tem velocidades escalares variáveis. No movimento uniforme, a velocidade escalar média calculada em qualquer intervalo de tempo é sempre a mesma e igual á velocidade escalar medida em qualquer instante. Esse caso não ocorre da mesma forma com o movimento variado.
Nos movimentos variados, diferenciam-se duas velocidades: a velocidade escalar média, definida em um determinado intervalo de tempo, e a velocidade escalar instantânea.
| Velocidade escalar média                                                                              | Velocidade escalar instantânea                                                      |
| --- | ----------------------------------------------------------------------------------- |
| {\displaystyle {\boldsymbol {v}}_{m}={\frac {\Delta S}{\Delta t}}={\frac {S_{2}-S_{1}}{t_{2}-t_{1}}}} | {\displaystyle {\boldsymbol {v}}=\lim _{\Delta t\to 0}{\frac {\Delta S}{\Delta t}}} |

## Aceleração escalar
Em um movimento variado, sendo , {\displaystyle {\boldsymbol {v}}_{1}} a velocidade escalar do móvel no instante {\displaystyle t_{1}} e {\displaystyle {\boldsymbol {v}}_{2}} a velocidade escalar no instante posterior {\displaystyle t_{2}}.
Seja {\displaystyle \Delta V={\boldsymbol {v}}_{2}-{\boldsymbol {v}}_{1}} a variação da velocidade no intervalo de tempo {\displaystyle {\Delta t}}, escrevemos:
A aceleração escalar média :
{\displaystyle \alpha _{m}={\frac {\Delta V}{\Delta t}}={\frac {{\boldsymbol {v}}_{2}-{\boldsymbol {v}}_{1}}{t_{2}-t_{1}}}}
Observando que a aceleração escalar média é a grandeza que indica de quanto varia a velocidade escalar num dado intervalo de tempo.
A aceleração escalar instantânea {\displaystyle \alpha } pode ser entendida como uma aceleração escalar média, considerando o intervalo de tempo {\displaystyle \Delta t} próximo a Zero:
{\displaystyle (\Delta t\rightarrow 0)}  ou  {\displaystyle (t_{2}-t_{1})}.
Nessa situação, o quociente {\displaystyle {\frac {\Delta V}{\Delta t}}} assume um determinado valor limite.
A aceleração escalar instantânea média {\displaystyle \alpha } é o valor limite a que tende a aceleração escalar média {\displaystyle {\frac {\Delta S}{\Delta t}}} quando {\displaystyle {\Delta t}} se aproxima a zero. Escrevemos assim:
{\displaystyle \alpha =\lim _{\Delta t\to 0}{\frac {\Delta S}{\Delta t}}}
Se a variação da velocidade {\displaystyle \Delta V} estiver em m/s (metros por segundo) e o intervalo de tempo {\displaystyle \Delta t} estiver em s (segundos),
a aceleração {\displaystyle {\frac {\Delta V}{\Delta t}}} será medida em {\displaystyle {\frac {m/s}{s}}} (metros por segundo, por segundo) que se indica por {\displaystyle m/s^{2}} (metros por segundo ao quadrado).
De uma maneira em geral, a unidade de aceleração é o quociente da unidade de velocidade por unidade de tempo:
{\displaystyle {\frac {km/h}{s}}} ; {\displaystyle {\frac {km/h}{min}}}  etc.
A aceleração escalar poder ser expressa como negativa ou positiva, conforme {\displaystyle \Delta V} seja positivo ou negativo , já que {\displaystyle \Delta t} é positivo.
No movimento uniforme a velocidade escalar é constante e a aceleração escalar é nula.
Quando a aceleração escalar instantânea é a mesma em todos os instantes do tempo, ela se assemelha coma  aceleração escalar média em qualquer intervalo de tempo.